# Fusore (astronomia)
Il termine fusore è stato proposto all'Unione Astronomica Internazionale da Gibor Basri, docente di astronomia alla University of California, Berkeley, per cercare di chiarificare la nomenclatura dei corpi celesti. Un fusore è dunque, secondo quest'ottica, "un oggetto che durante la propria esistenza riesce a compiere nel proprio nucleo la fusione". Tale definizione include ogni forma di fusione nucleare; perciò la massa minima che fa sì che un oggetto possa andare incontro alla fusione risulta essere tredici volte quella di Giove, massa alla quale diviene possibile la fusione del deuterio, ma non quella del prozio (1H), stabilita a sessanta masse gioviane. Gli oggetti, qualora la loro massa sia inferiore a settantacinque masse gioviane, non sono classificati come stelle, oggetti in cui il collasso gravitazionale è controbilanciato dalla pressione di radiazione delle reazioni nucleari, generando una situazione di equilibrio idrostatico.
Non si sa se Basri abbia preso questo nome dall'apparato di Farnsworth.